# Jüdische Rundschau
Jüdische Rundschau ist der Name einer jüdischen Wochenzeitung, die von 1902 bis zu ihrem Verbot 1938 erschien.

## Geschichte der Zeitschrift

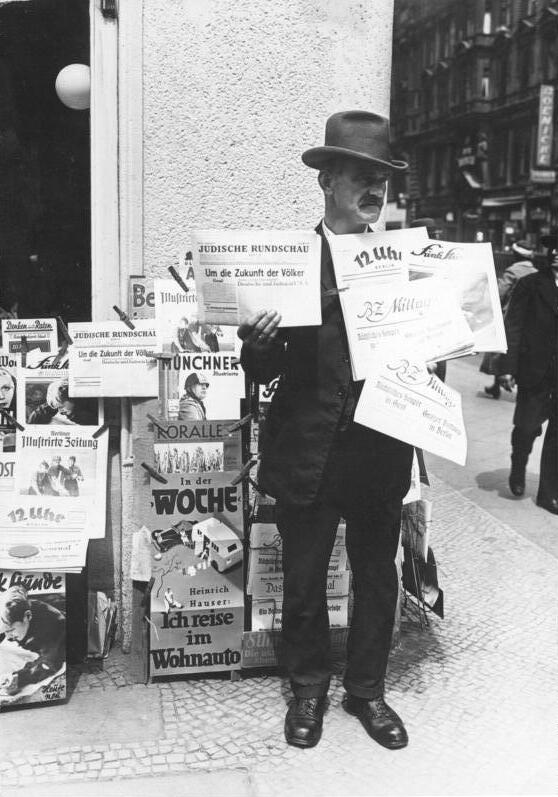
Jüdische Rundschau im Straßenverkauf in Berlin 1934

Die 1902 bis 1938 in Berlin erschienene Jüdische Rundschau war die auflagenstärkste und bedeutendste zionistische Wochenzeitung in Deutschland. Als Organ der Zionistischen Vereinigung für Deutschland repräsentierte sie den deutschen Zionismus nach außen. Auf ihren Seiten wurden bedeutende Debatten über Funktion und Aufgabe zionistischer Politik im Sinne des auf dem ersten Zionistenkongress 1897 beschlossenen Baseler Programms geführt. Außerdem berichtete sie ab 1933 über die erschwerten Existenzbedingungen der Juden in Deutschland und informierte auswanderungswillige Leser detailliert über Emigrationsmöglichkeiten.
Sie gehörte neben der CV-Zeitung und dem Israelitischen Familienblatt zu den bestimmenden jüdischen Periodika in Deutschland. Die Zeitschrift war aus dem Berliner Vereinsboten (1895–1901) und der Israelitischen Rundschau (1901–1902) hervorgegangen. Herausgeber war Heinrich Loewe. Zu den Chefredakteuren im Laufe der Geschichte der Zeitschrift gehörten Julius Becker (1909–1913), Felix Abraham (1913–1914), Hugo Hermann, Leo Hermann (1914–1918), Fritz Löwenstein (1918–1919), Hans Klötzel, Robert Weltsch und Hans Bloch.
Die Jüdische Rundschau erschien ab 1902 zunächst einmal wöchentlich, ab 1919 in drei- bis viertägigem Abstand zweimal pro Woche. 1925 sowie 1936 kehrte sie kurzfristig zur wöchentlichen Erscheinungsweise zurück. Sonderhefte erschienen vor allem ab 1932. Nach dem Novemberpogrom 1938 musste die Zeitschrift ihr Erscheinen einstellen. Nachfolgerin wurde die bis zum Einmarsch der deutschen Wehrmacht 1940 in Paris gedruckte und von dort in 60 Länder vertriebene Jüdische Welt-Rundschau. Sie wurde in Jerusalem von zahlreichen emigrierten Redaktionsmitgliedern der ehemaligen Jüdischen Rundschau gestaltet und von Siegmund Kaznelson verlegt.
Zu den einflussreichsten und wichtigsten Publizisten der Jüdischen Rundschau gehörte der Mitherausgeber Robert Weltsch. Sein Cousin Felix Weltsch, ein enger Freund Franz Kafkas, gab in Prag ab 1919 das tschechoslowakische Zentralorgan der Zionisten, die deutschsprachige Selbstwehr (1907–1938), heraus.
Nach Massenabschiebungen, massivem Ausbau von Konzentrationslagern und mannigfaltigen Diskriminierungen erschien die letzte Ausgabe der Jüdischen Rundschau am 8. November 1938, einen Tag vor der Reichspogromnacht.

### Auflagenzahlen
- 1926: 10.000[6]
- 1931: 15.000
- 1934: 37.000
- 1935: 37.000
- 1937: 37.000
- 1938: 25.300

### Namensverwendung
Im Jahr 2014 brachte der deutsch-jüdische Unternehmer Rafael Korenzecher eine jüdische Monatszeitung heraus, die ebenfalls den Namen „Jüdische Rundschau“ trägt.